# Shine (EP de Cyndi Lauper)
Shine - EP, es un extended play, de la cantante estadounidense Cyndi Lauper, lanzado por Epic Records, el 2 de julio de 2002. Este disco contiene cuatro canciones y un remix. Shine EP ha vendido 500.000 copias en los Estados Unidos, según Nielsen SoundScan.

## Lista de canciones
| N.º | Título                    | Escritor(es)                           | Duración |  |
| 1.  | «Shine»                   | Cyndi Lauper/William Wittman           | 3:44     |  |
| 2.  | «It's Hard to be Me»      | Rob Hyman/Cyndi Lauper/William Wittman | 3:51     |  |
| 3.  | «Madonna Whore»           | Cyndi Lauper/William Wittman           | 3:38     |  |
| 4.  | «Water's Edge»            | Rob Hyman/Cyndi Lauper                 | 5:21     |  |
| 5.  | «Shine (The Illicit Mix)» | Cyndi Lauper/William Wittman           | 4:32     |  |

## Charts
| Cartelera (2002)                              | Posición más alta |
| --------------------------------------------- | ----------------- |
| U.S. Billboard's Top Independent Albums Chart | 42                |

## Shine Remixes
Shine Remixes es un extended play, de la cantante estadounidense Cyndi Lauper. 

### Lista de canciones
1. Shine (Tracy Young Mix) - 13:12
2. Shine (Tracy Young Instrumental) - 13:21
3. Shine (Illicit Mix) - 8:40
4. Shine (Illicit Instrumental) - 8:42
5. Shine (A cappella) - 5:18
6. Higher Plane (Bonus Track) - 4:13